# São João de Meriti
São João de Meriti är en stad och kommun i Brasilien och ligger i delstaten Rio de Janeiro. Staden ingår i Rio de Janeiros storstadsområde och hade år 2014 cirka 460 000 invånare.

## Administrativ indelning
Kommunen var år 2010 indelad i tre distrikt:
- Coelho da Rocha
- São João de Meriti
- São Mateus